# Mussa

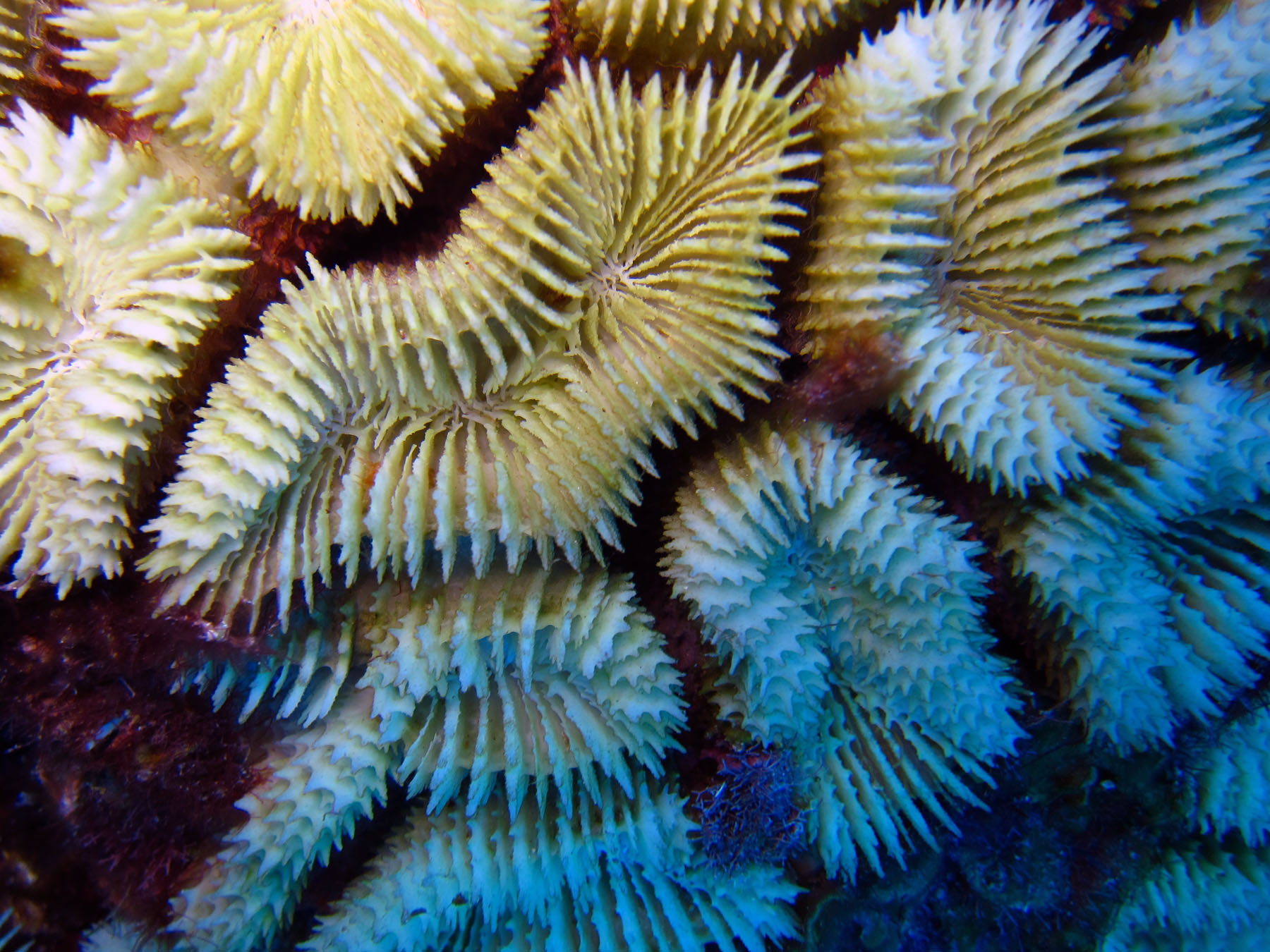
Coralitos de una colonia de Mussa angulosa, con pólipos retraídos, mostrando sus espinosos septos, que son el origen de su nombre común en inglés: Spiny Flower Coral, o coral flor espinoso.

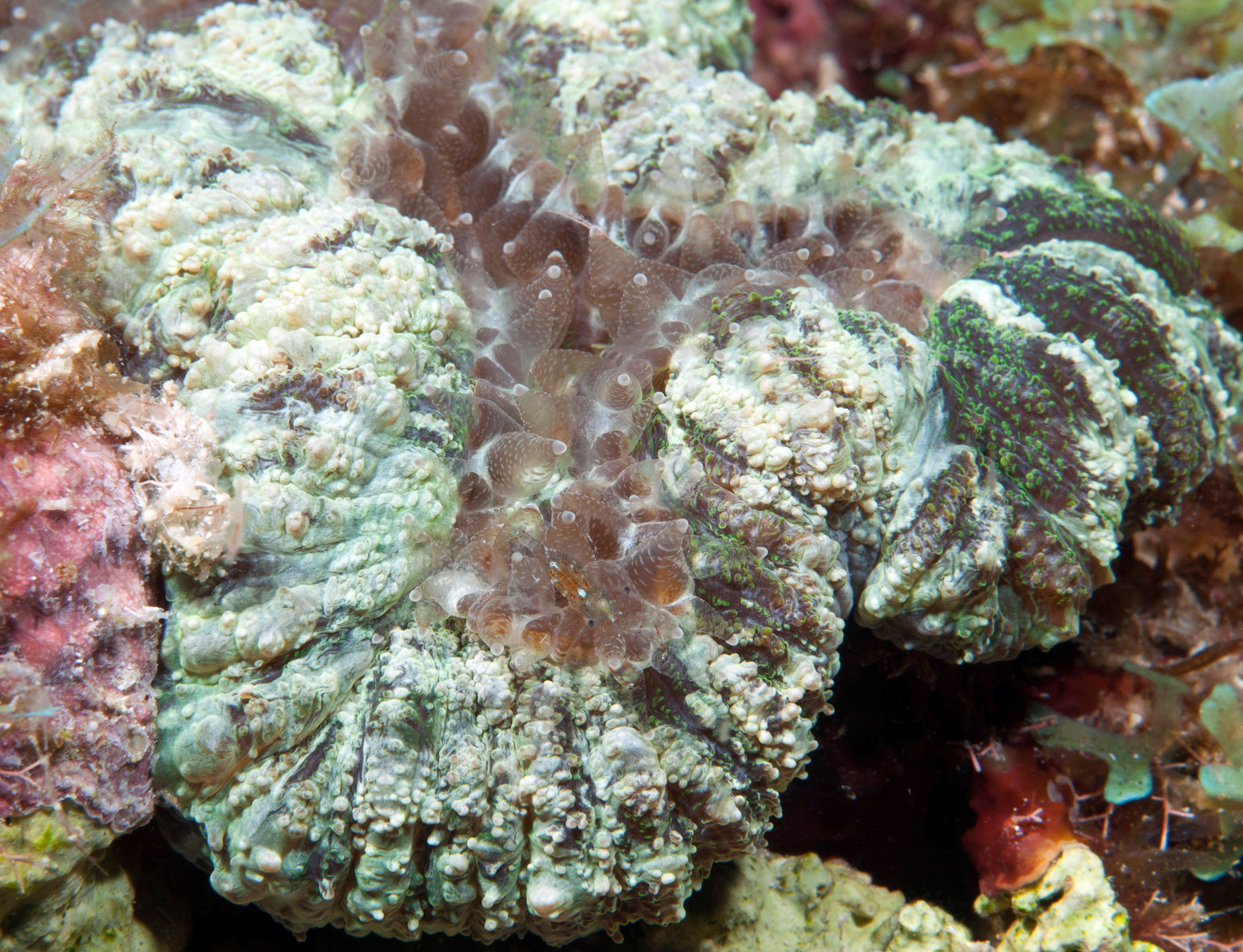
Mussa angulosa, pólipo individual en Flower Garden Banks, Florida

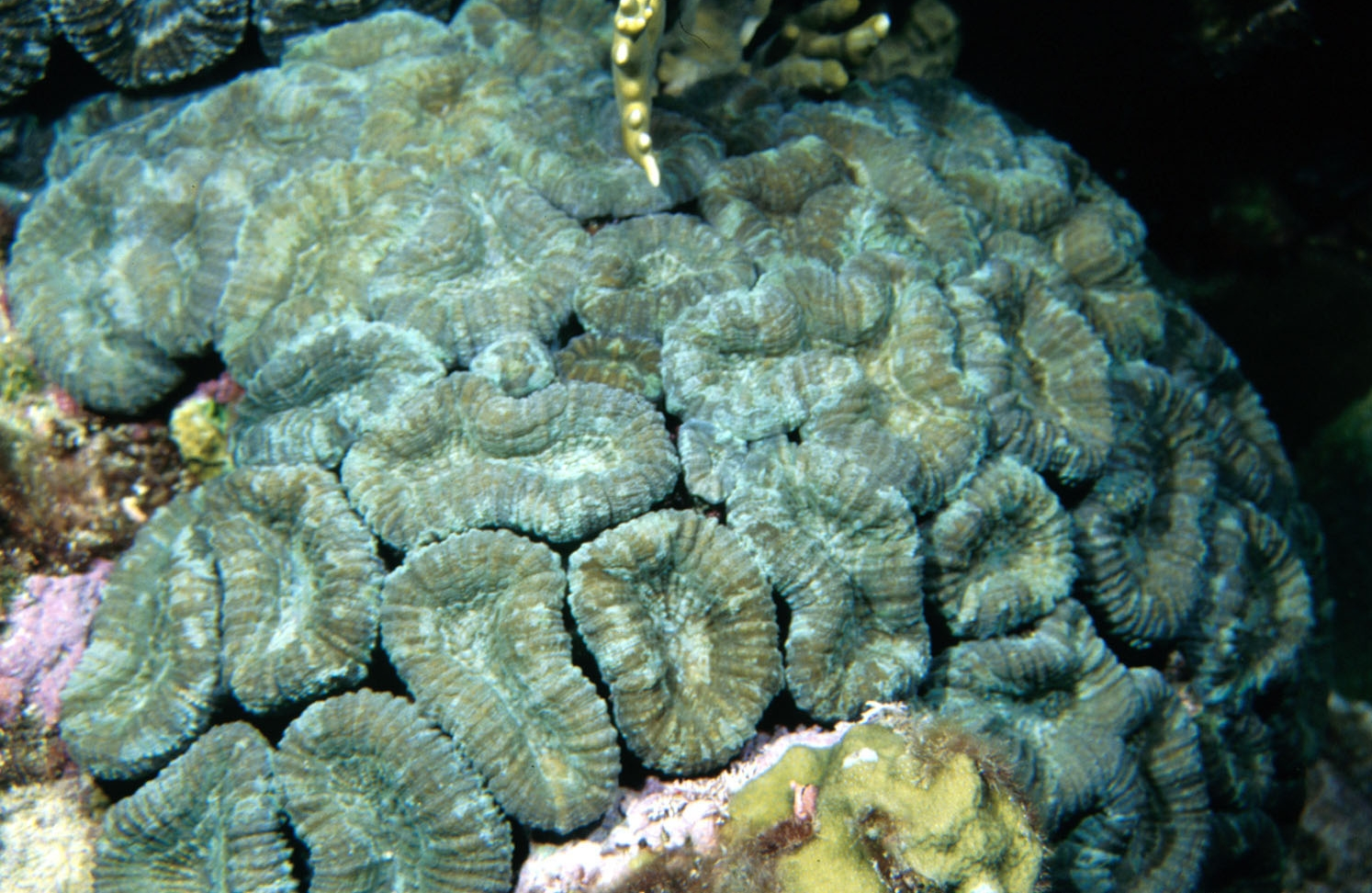
Colonia de Mussa angulosa

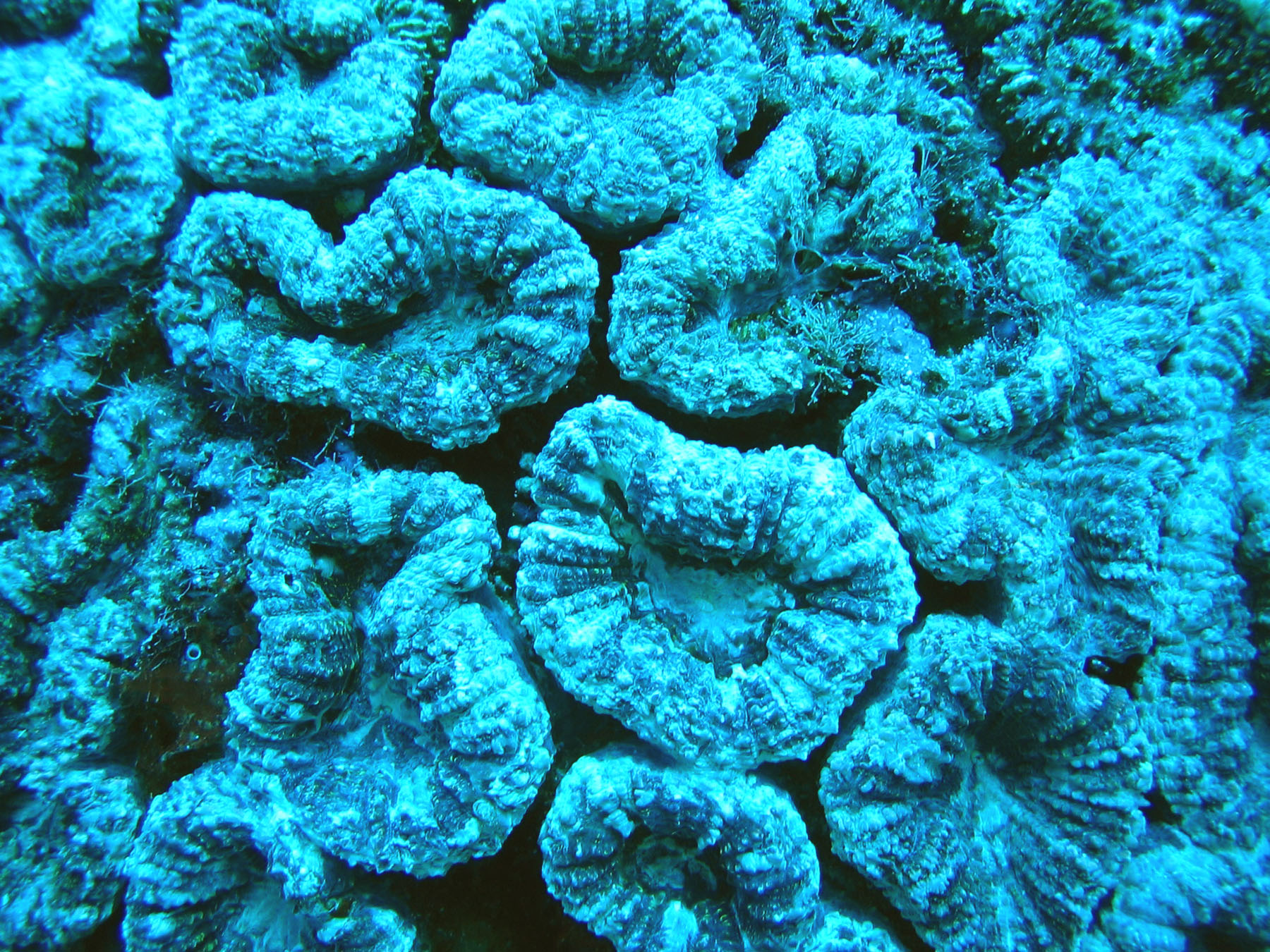
Colonia de Mussa angulosa en el Santuario Nacional Marino de Flower Garden Banks, EE. UU.

Mussa es un género de coral hermatípico, de la familia Mussidae, orden Scleractinia.
Actualmente, tanto el Sistema Integrado de Información Taxonómica, ITIS, como la Unión Internacional para la Conservación de la Naturaleza, UICN, tan solo reconocen una especie en el género: Mussa angulosa. No obstante, tanto el Registro Mundial de Especies Marinas, WoRMS, como Hexacorallians of the World, Hexacorales del Mundo, admiten también otra especie: Mussa crassidentata, aunque pendiente de confirmar. Dada esta situación, y no disponiendo de datos sobre M. crassidentata, los datos del presente artículo se refieren a M. angulosa.
Su nombre común en español es coral de flores. Está ampliamente distribuido en el océano Atlántico oeste tropical, y sus poblaciones son estables, aunque poco abundantes.

## Especies
El Registro Mundial de Especies Marinas reconoce las siguientes dos especies en el género, aunque M. crassidentata está pendiente de confirmación:
- Mussa angulosa (Pallas, 1766). Estado de conservación: Preocupación menor.[2]
- Mussa crassidentata Rehberg, 1891. Estado de conservación: No evaluada.

## Morfología
Forma colonias con esqueletos aplanados a hemisféricos, o ramificados, aunque en este último caso la apariencia externa es la de un montículo sólido. La superficie de la colonia es en forma flabeloide o flabelo-meandroide, con valles cortos de hasta cinco centros. Los septos tienen dientes largos y afilados, y no son iguales en grosor. 
Los coralitos tienen entre 4,5 y 7 cm de diámetro, con forma redondeada, elíptica o circular, y columnela bien desarrollada.
Los pólipos son grandes y carnosos, con colores en tonalidades de gris, aunque pueden tener tonos azulados, verdes, naranja rojizo o rosa. 

## Hábitat y comportamiento
Localizados en casi todas las diversas zonas de los arrecifes, aunque preferentemente ocurren en los arrecifes profundos y en los de profundidad media, de 5 a 30 m, aunque más común entre 10 y 20 metros. No obstante, se reportan localizaciones entre 4,25 y 108,75 m de profundidad, y en un rango de temperatura entre 19.81 y 27.97 °C.
Es una especie considerada altamente agresiva, que crece en dirección inclinada, susceptible al blanqueo por condiciones medioambientales adversas, como cambios en el rango de temperaturas oceánicas, y no tolera altas ratio de sedimentación.

## Distribución geográfica
Se distribuyen en el Atlántico tropical occidental, desde Florida hasta el Caribe y el golfo de México. 
Es especie nativa de Anguila; Antigua y Barbuda; Bahamas; Barbados; Belice; Bonaire, Sint Eustatius y Saba (Saba, Sint Eustatius);  Islas Cayman; Colombia; Costa Rica; Cuba; Curazao; Dominica; República Dominicana; Estados Unidos; Granada; Guadalupe; Haití; Honduras; Jamaica; México; Montserrat; Nicaragua; Panamá; Saint Barthélemy; San Kitts y Nevis; Santa Lucía; Saint Martin (parte francesa); San Vicente y las Granadinas; Sint Maarten (parte holandesa); Trinidad y Tobago; Turks y Caicos; Venezuela e islas Vírgenes, inglesas.

## Alimentación
En la naturaleza se nutre principalmente de la fotosíntesis realizada por las algas zooxantelas que habitan el tejido de sus pólipos. Las algas realizan la fotosíntesis produciendo oxígeno y azúcares, que son aprovechados por los corales, y se alimentan de los catabolitos del coral, especialmente fósforo y nitrógeno. Esto le proporciona entre el 75 y el 90 % de sus requerimientos nutricionales, completando su alimentación mediante la captura de zooplancton con sus tentáculos y la absorción de materia orgánica disuelta en el agua.

## Reproducción
Son hermafroditas, y producen esperma y huevos que se fertilizan internamente. Las larvas deambulan por la columna de agua hasta que se posan y fijan en el lecho marino. Una vez allí, se convierten en pólipos y comienzan a secretar carbonato cálcico para construir su esqueleto, o coralito. Posteriormente, se reproducen mediante gemación del pólipo, dando origen a la colonia.